# Steve Lawson
Steve Lawson, właśc. Têvi Steve Josué Lawson (ur. 8 sierpnia 1994 w Levallois-Perret) – togijski piłkarz występujący na pozycji obrońcy. Zawodnik litewskego klubu Sūduva.

## Kariera klubowa
Lawson rozpoczął seniorską karierę w trzecioligowym francuskim klubie Vannes OC, w którym grał w latach 2012–2014. Następnie występował na poziomie piątej ligi, w drużynach Saint-Colomban Locminé oraz Evian B, a także w drugiej lidze szwajcarskiej w barwach zespołów FC Le Mont i Neuchâtel Xamax.
W 2018 roku przeszedł do szkockiego Livingston. W Scottish Premiership zadebiutował 25 sierpnia 2018 w wygranym 2:0 meczu z St. Mirren, a 20 października 2018 w wygranym 4:0 pojedynku z Dundee strzelił swojego pierwszego gola w tych rozgrywkach. W sezonie 2020/2021 dotarł z klubem do finału Puchar Ligi Szkockiej, w którym zespół Livingston został pokonany 1:0 przez St. Johnstone.
W połowie 2021 roku odszedł z Livingston, a w styczniu 2022 podpisał kontrakt z Hamilton Academical, grającym w Scottish Championship. W sezonie 2022/2023 zwyciężył z klubem w rozgrywkach Scottish Challenge Cup.
W 2023 roku przeszedł do tunezyjskiego Stade Tunisien. Swój pierwszy mecz w CLP-1 rozegrał 19 sierpnia 2023 przeciwko AS Soliman (2:1).

## Kariera reprezentacyjna
W  reprezentacji Togo zadebiutował 31 sierpnia 2017 w wygranym 2:0 towarzyskim meczu z Nigrem.